# Huejuquilla el Alto
Huejuquilla el Alto est un village et une municipalité de l'État de Jalisco au Mexique.
La municipalité a 8 787 habitants en 2015.

## Géographie
La municipalité est située à 1 450 m d'altitude au nord de l'État de Jalisco, à environ 340 km au nord de Guadalajara.
Elle est pratiquement enclavée dans l'État de Zacatecas sauf au sud où elle est limitrophe de la municipalité de Mezquitic. 
La moitié du territoire municipal est occupée par des prairies peu productives à des altitudes comprises entre 1550 et 1750 m.
Les reliefs vont de 1750 à 2200 m d'altitude et se partagent entre plateaux et zones montagneuses, dont 9 500 ha de forêts de chênes et de pins.
Le bois n'est pas exploité commercialement. La cueillette de l'origan est en revanche une ressource forestière importante, elle est pratiquée dans presque toute la municipalité pour les besoins de l'industrie alimentaire, cosmétique et pharmaceutique.
Quelques carrières et des gisements d'étain et de chaux sont exploités dans la municipalité.
La faune comprend des espèces telles que le cerf, le leoncillo, le serpent à sonnette, le serpent corail, le lapin, le chat sauvage, le sanglier et le dindon sauvage.
La température moyenne annuelle est de 20,6 °C.
Les vents dominants viennent du nord-est.
Les précipitations annuelles moyennes font 669,3 mm.
Il pleut principalement de juin à octobre.
Il y a 10 jours de gel par an en moyenne.

## Histoire
Le nom de Huejuquilla vient du mot Huejoquillan ou Huexitla composé de huexatl : saule, quililitl : vert et tlan : lieu ; ce qui peut s'interpréter comme « à côté des saules verts ».
Le territoire de la municipalité était habité à l'époque préhispanique par deux peuples chichimèques, les Coras et les Huichols.
Les Espagnols conquièrent la région en 1548 au moment de la fondation de Zacatecas par Cristóbal de Oñate.
La fondation du village hispanique date de 1573, elle est attribuée à Miguel Caldera, artisan de la paix dans la gran Chichimeca.
Au XIXe siècle, à partir de 1825, Huejuquilla el Alto fait partie du 8e canton de Colotlán.
Huejuquilla el Alto acquiert le statut de ville en 1833 et celui de municipalité en 1861. Son territoire, qui comprend au départ les localités de Mezquitic, San Nicolás, Tenzompa et La Soledad, se réduit en 1872 au profit de Mezquitic.
La municipalité compte 8 781 habitants en 2010, pour une superficie de 717,26 km2, dont 55% de population urbaine.
La municipalité comprend 65 localités dont les plus importantes sont le chef lieu Huejuquilla el Alto (4 811 habitants en 2010) suivie par Tenzompa et Colonia Hamatsie avec respectivement 793 et 327 habitants.
Au recensement de 2015, la population de la municipalité passe à 8 787 habitants.

## Points d'intérêt
- Époque préhispanique : les collines difficiles d'accès du Huiztle et du Temachaco, caractéristiques de la culture chalchihuíte[3], ont servi de défenses ou de centres cérémoniels.
- Époque coloniale : chapelle de San Diego de Alcalá, datée de 1649.
- Artisanat : fabrication de sandales huaraches, de selles, de ferronneries, etc. ; artisanat huichol de fil et de perles[1].